# Cabo de Hornos (kommun)
Cabo de Hornos är en kommun i Chile.   Den ligger i provinsen Provincia Antártica Chilena och regionen Región de Magallanes y de la Antártica Chilena, i den södra delen av landet, 2 400 km söder om huvudstaden Santiago de Chile.
I omgivningarna runt Cabo de Hornos växer i huvudsak blandskog. Trakten runt Cabo de Hornos är nära nog obefolkad, med mindre än två invånare per kvadratkilometer.